# Гельд, Игнатий Францович
Игнатий Францович (Игнац Франтишек) фон Гельд (нем. Ignác František Held; 1764—1816) — богемский композитор, пианист,  гитарист и музыкальный педагог конца XVIII — начала XIX вв.

## Биография
Игнац фон Гельд родился 8 декабря 1764 года в местечке Требеховице под Оребем. С 1783 года жил в Польше, затем в Санкт-Петербурге и Москве, где прославился как гитарист, пианист и музыкальный педагог. Он написал множество фортепианных пьес и песен. Среди произведений Гельда известны три немецкие песни Иоганна Вольфганга фон Гёте (на немецкий текст), напечатанные у Д. Гейнце в российской столице.
Гельдом были изданы следующие труды:
- Усовершенствованная гитарная школа для шести струн, или Руководство играть самоучкою на гитаре.
- Школа для семиструнной гитары (СПб., 1802 год; новое, исправленное и дополненное издание её, С. Н. Аксенова, вышло в 1819 году, вскоре после смерти Гельда).
- Новейшие русские песни для семиструнной гитары[7].

Игнатий Францович фон Гельд скончался в 1816 году в городе Брест-Литовске.